# Prelože, Ilirska Bistrica
Prelože este o localitate din comuna Ilirska Bistrica, Slovenia, cu o populație de 72 de locuitori.